# Gurupi
Gurupi, amtlich Município de Gurupi, ist eine 1958 gegründete Stadt des brasilianischen Bundesstaates Tocantins in der Região Norte. Sie ist 245 km von der Hauptstadt Palmas entfernt. Die Bevölkerungszahl wurde zum 1. Juli 2019 auf 86.647 Einwohner geschätzt, Gurupienser (portugiesisch gurupienses) genannt, die auf einem Gebiet von rund 1836 km² leben. Die Bevölkerungsdichte liegt bei 47 Personen pro km². Sie ist die drittbevölkerungsreichste Stadt in Tocantins.

## Geographie
Das Gemeindegebiet bildet eine Wasserscheide zwischen den Flüssen Rio Araguaia und Rio Tocantins.
Landschaft und Klima sind die des brasilianischen Cerrado. Es herrscht tropisches Savannenklima, nach der Klimaklassifikation nach Köppen und Geiger Aw. Die Höhe über Meeresspiegel beträgt 287 Meter.
Umliegende Ortschaften sind:
| Nordwesten: Dueré           | Norden: Aliança do Tocantins                        | Nordosten:   |
| Westen: Cariri do Tocantins |                                                     | Osten: Peixe |
| Südwesten:                  | Süden: Cariri do Tocantins, Sucupira, Figueirópolis | Südosten:    |

## Stadtverwaltung
Exekutive: Bei der Kommunalwahl 2016 wurde  Laurez da Rocha Moreira zum Stadtpräfekt (Bürgermeister) für die Amtszeit von 2017 bis 2020 gewählt. Er ist Mitglied des Partido Socialista Brasileiro (PSB).
Die Legislative liegt bei einem 13-köpfigen Stadtrat, den vereadores der Câmara Municipal, 2017/2018 liegt die Präsidentschaft bei Antonio Valdônio Rodrigues Loiola, der ebenfalls dem PSB angehört.

## Bevölkerungsentwicklung
Quelle: IBGE (Angaben für 2019 sind lediglich Schätzungen). 24,79 % der Bevölkerung waren 2010 Kinder und Jugendliche bis 15 Jahre. 97,71 % lebten 2010 im städtischen und 2,29 % im weitläufigen ländlichen Raum.

## Lebensstandard
Der Index der menschlichen Entwicklung für Städte, abgekürzt HDI (portugiesisch: IDH-M), lag 1991 bei dem niedrigen Wert von 0,497, im Jahr 2010 bei dem als hoch eingestuften Wert von 0,764.